# Vmstat
vmstat(virtual memory statistics)는 운영 체제의 메모리, 프로세스, 인터럽트, 페이징, 블록 입출력에 관한 요약 정보를 수집하고 표시하는 컴퓨터 시스템 모니터링 도구이다. vmstat 사용자들은 준실시간으로 시스템 활동의 관찰을 허용하는 샘플링 주기를 지정할 수 있다.
vmstat 도구는 유닉스, 유닉스 계열 운영 체제(FreeBSD, 리눅스, 솔라리스 등)을 지원한다.

## 문법
vmstat의 문법과 출력은 운영 체제에 따라 다소 다를 수 있다.
```
# 
vmstat
 
2
 
6

procs -----------memory---------- ---swap-- -----io---- --system-- ----cpu----

 r  b   swpd   free   buff  cache   si   so    bi    bo   in    cs us sy id wa

 0  0   2536  21496 185684 1353000    0    0     0    14    1     2  0  0 100  0

 0  0   2536  21496 185684 1353000    0    0     0    28 1030   145  0  0 100  0

 0  0   2536  21496 185684 1353000    0    0     0     0 1026   132  0  0 100  0

 0  0   2536  21520 185684 1353000    0    0     0     0 1033   186  1  0 99  0

 0  0   2536  21520 185684 1353000    0    0     0     0 1024   141  0  0 100  0

 0  0   2536  21584 185684 1353000    0    0     0     0 1025   131  0  0 100  0

```

위 예시에서 도구는 2초마다 보고서를 출력한다.
vmstat 명령에 여러 옵션을 사용하여 출력을 커스터마이즈할 수 있다.
# vmstat –s이 옵션은 메모리 통계를 가져오기 위해 사용한다.
# vmstat –d이 옵션은 디스크 통계를 가져오기 위해 사용한다.

## 같이 보기
- iostat
- Top (소프트웨어)